# Año/Cero
Año/Cero es una revista española fundada en 1991 por Enrique de Vicente, dedicada al esoterismo, el ocultismo, la ufología, las teorías de la conspiración, la parapsicología y la espiritualidad. Su director actual es Lorenzo Fernández Bueno. A partir del año 2019, las revistas Año/Cero y Enigmas se fusionaron.

## Colaboradores
- Jesús Callejo
- Javier Sierra (cofundador)
- José Manuel Serrano Cueto